# John A. Logan
John Alexander Logan, född 8 februari 1826 i Murphysboro, Illinois, död 26 december 1886 i Washington, D.C., var en amerikansk general och politiker. Han representerade delstaten Illinois i båda kamrarna av USA:s kongress, först i representanthuset 1859–1862 samt 1867–1871 och sedan i senaten 1871–1877 samt från 1879 fram till sin död. Han var republikanernas vicepresidentkandidat i presidentvalet i USA 1884.
Logan studerade juridik och deltog sedan i mexikanska kriget som löjtnant. Han inledde 1852 sin karriär som advokat i Illinois. Sin politiska karriär inleddes som demokrat; i presidentvalet i USA 1856 var han elektor för James Buchanan, och blev invald i representanthuset i kongressvalet 1858. Två år senare omvaldes han. Han avgick som kongressledamot 1862 för att tjänstgöra i nordstatsarmén under amerikanska inbördeskriget. Hans häst dödades i slaget vid Belmont, själv sårades han i slaget vid Fort Donelson och befordrades kort därefter till brigadgeneral.
Efter inbördeskriget fortsatte Logan sin politiska karriär, nu som republikan, och blev åter invald i representanthuset i kongressvalet 1866 med omval 1868. Han var en av representanthusets åklagare då USA:s president Andrew Johnson ställdes inför riksrätt. Logan profilerade sig som förespråkare för krigsveteranernas sak och tog initiativ till helgdagen för att fira de stupades minne. Den federala helgdagen hette först Decoration Day, men kallas numera Memorial Day.
Logan efterträdde 1871 Richard Yates som senator för Illinois. Han efterträddes sex år senare av David Davis. Senator Richard James Oglesby kandiderade inte till omval efter en mandatperiod i senaten och efterträddes 1879 av Logan.
Republikanerna nominerade James Blaine till presidentkandidat och John A. Logan till vicepresidentkandidat i presidentvalet 1884. De förlorade mycket knappt mot demokraterna Grover Cleveland och Thomas A. Hendricks.
Logan skrev boken The Great Conspiracy: Its Origin and History (1886) om inbördeskriget. Boken The Volunteer Soldier of America (1887) utkom postumt. Senator Logan avled 1886 i ämbetet. Hans grav finns på US Soldiers' and Airmen's Home National Cemetery i Washington, D.C.